# Souhvězdí Delfína
Delfín je souhvězdí poblíž nebeského rovníku. Název pochází z latinského výrazu pro delfína. Jedná se o jedno z menších souhvězdí, podle velikosti je na 69. místě. Připomíná památku delfína, který zachránil velkého zpěváka Arióna, když ho do moře vyhodili zrádci z lodě, na které se plavil domů. Jakmile ve stáří delfín zahynul, byl umístěn na oblohu.

## Mytologie
Podle řecké legendy souhvězdí představuje delfína, který zachránil život řeckému básníkovi Ariónovi z ostrova Lesbos (7. století př. n. l.), když byl hozen přes palubu. Arión byl věhlasný dvorní básník a pěvec korintského panovníka Periandra. Arión nahromadil bohatství díky své hře a zpěvu během svých cest po Sicílii a Itálii. Cesta domů z Tarentu se však díky tomu vyhrotila, námořníci mu vyhrožovali smrtí a tak Arión požádal, aby mu bylo splněno poslední přání – zazpívat žalozpěv. Námořníci mu to dovolili, ale když jej poté svrhli do moře, Arión neutonul – tonoucího pěvce zachránil delfín přilákaný jeho krásným zpěvem. Delfín Arióna zanesl na svém hřbetě až k řeckému pobřeží, a tak se mohl vrátit na Periandrův palác. Pro připomenutí této události byl delfín bohy za odměnu povznesen na oblohu.
Další příběh souhvězdí je spojen s Poseidónem, bohem moře. Zeus, Hádés a Poseidon založili po porážce Titánů svá království. Poseidonovi náležely oceány. Poté, co si vybudoval palác, začal hledat ženu. Přemýšlel nad padesáti mořskými nymfami - Néreovnami. Dvořil se Amfitríté, ale ta ho odmítla a uprchla do pohoří Atlas. Poslové se ji snažili přesvědčit, ale vrátili se s nepořízenou. Nakonec Poseidón vyslal delfína. Amfitríté pod vemlouvavými řečmi delfína svolila a tak se, přestože to rozhodně neměla v úmyslu, vrátila zpět do moře, stala se Poseidonovou manželkou a porodila mu spoustu dětí. Vděčný Poseidón delfína zvěčnil na noční obloze.
Původní obyvatelé Austrálie mají také svůj vlastní příběh o této skupině hvězd. Považují delfína za velmi posvátného, moudrého a staršího bratra. Když člen kmene umírá, jeho duch se vtělí do delfína. Věří, že delfíni v oceánu překlenou fyzický svět a dosáhnou duchovního, pomocí něhož dokážou chránit své bratry a sestry, kteří se rozhodnou pokračovat svůj život v lidské podobě. V nejhlubší meditaci „delfínského snění“, jim mohou odpovědět na všechny jejich otázky a kmenová rozhodnutí. Zabití delfína pokládají za rouhání, což vyvolá hněv Gornge, „popravčího“.
V „mytologii“ Johna Parandowského je delfín průvodcem Poseidonovou podmořskou říší.

## Historie

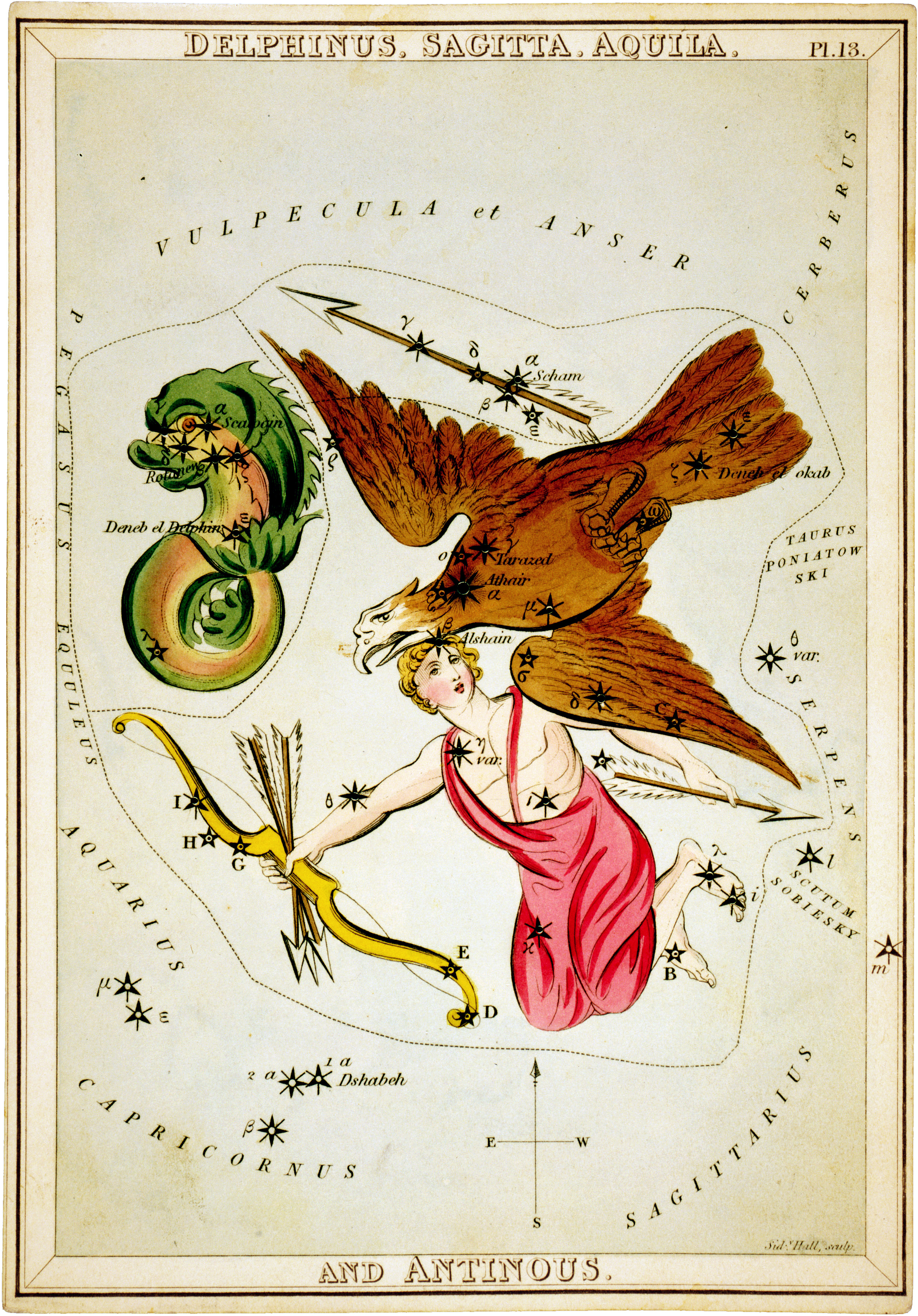
Delfín je zobrazen na levé straně tohoto výňatku z londýnského atlasu Urania's Mirror (1825).

Toto souhvězdí je známé již od starověku a váže se na něj několik legend. Raní křesťané viděli v obrazci Ježíšův kříž. Bylo jedním ze 48 souhvězdí zaznamenaném ve 2. století astronomem Ptolemaiem v jeho díle Almagest a udrželo se i mezi 88 moderními souhvězdí uznanými Mezinárodní astronomickou unií. Hranice souhvězdí určil v roce 1930 Eugène Delporte jako 14stranný mnohoúhelník.
Číňané viděli ve hvězdách hlavy Delfína a Zeta Delphini souhvězdí Hugua, zatímco Epsilon, Eta, Theta, Iota a Kappa Delphini tvořily souhvězdí Baigua. Tato dvě souhvězdí tvořila pár tykví, které plodí například lagenárie obecná. Ta se pěstuje jako potravina a její plody se běžně používaly jako nádoba, tzv. kalabasa. Hugua byla tvrdá, usušená tykev sloužící pravděpodobně jako zmíněná nádoba nebo naběračka, kdežto Baigua byla popisována jako tykev přezrálá nebo shnilá, zkrátka bez užitku.
Alpha a Beta Delphini se pyšní neobvyklými jmény: Sualocin a Rotanev. Pokud se přečtou jejich názvy pozpátky, vyjde „Nicolaus Venator“, což je latinská verze jména italského astronoma, který se jmenoval Niccolò Cacciatore (1780–1841). Asistoval Giuseppu Piazzimu, řediteli observatoře v Palermu na Sicílii a objeviteli první trpasličí planety vůbec – Ceres (ta byla nejprve považována za novou planetu, po objevu dalších planetek byla přeřazena mezi ně jako největší a první objevená, po zavedení kategorie trpasličích planet přiřazena k nim). Cacciatore se vzepřel konvencím a tajně takto tyto dvě hvězdy pojmenoval ve svém katalogu hvězd Palermo, vydaném roku 1814. Nikdo si této revolty dlouho nevšiml, byla zjištěna až později britským astronomem Thomasem Webbem, mnoho let po tom, co byly názvy zmíněných hvězd již oficiálně uznány. Nikomu jinému se své jméno hvězdě propašovat nepodařilo.

## Charakteristika
Souhvězdí Delfína lze najít snadno, jeho nápadný obrazec podobný papírovému drakovi se nachází v blízkosti letního trojúhelníku poblíž Altaira, na východním okraji letní Mléčné dráhy ve směru souhvězdí Orla. Je ohraničené (po směru hodinových ručiček od severu) souhvězdími Lištička, Šíp, Orel, Vodnář, Koníček a Pegas. Lidé často souhvězdí Delfína mylně považují na Malý vůz. Ten je však mnohem větší a nápadnější, navíc se nachází v úplně jiné části oblohy. Také lze hvězdy souhvězdí Delfína zaměnit s otevřenou hvězdokupou Plejády, která je však na obloze mnohem menší. Čtyřúhelník nejjasnějších hvězd (od 3,5m do 4,5m) Alfa, Beta, Gamma a Delta Delphini svým tvarem připomíná diamant. V anglicky mluvících zemích tomuto asterismu říkají též Jobova truhla, ale autor tohoto názvu není znám. K obrazci se na hvězdu Delta napojují další hvězdy jako takový malý „chvostík“. Celková délka hlavního obrazce od tlamy po ocas je jen 6°, přibližně stejně dlouhý je i Jižní kříž. Zabírá plochu 189 stupňů čtverečních.
Díky jeho umístění je možné toto souhvězdí pozorovat skoro po celý rok téměř z jakéhokoli místa na zeměkouli (vyjma podstatné části Antarktidy). Na českém území je nejlépe viditelné v letních měsících (maximum je konec července/začátek srpna kolem půlnoci, kdy vystoupí cca 55 stupňů nad jižní obzor), celkově pak, byť třeba alespoň částečně, od května do ledna.
Obsahuje přibližně 30 hvězd jasnějších než 6m. Kvůli odloučenosti od roviny Mléčné dráhy je však poměrně chudé na emisní mlhoviny a otevřené hvězdokupy. Naproti tomu je relativně bohaté na planetární mlhoviny, kulové hvězdokupy a lze v něm pozorovat i pár galaxií, ovšem jen s větším dalekohledem, obyčejný triedr nestačí.

## Objekty v souhvězdí Delfína

### Významné hvězdy
- Beta Delphini, též Rotanev, je žlutá, nejjasnější hvězda souhvězdí (339. nejjasnější na pozemské obloze). Jedná se o dvojhvězdu složenou ze sousedících podobrů spektrální třídy F, vzájemně se obíhajících s periodou 26,6 let. Nacházejí se ve vzdálenosti 97 světelných let od Země, od sebe jsou vzdáleny 0,44″. Spektrální typy jsou F5III resp. F5IV, obr a podobr. Jedna z hvězd je osm a druhá osmnáctkrát jasnější než Slunce. Jasnost je 4,0m, Galaxií se pohybuje rychlostí 37,9 km/s a předpokládáme, že její oběžná dráha je ve vzdálenosti 18 100 až 24 300 světelných let od středu Galaxie.[3] Mezi dvojhvězdy ji zařadil v roce 1879 americkým astronomem S. W. Burnhamem. Systém je asi 1,8 miliard let starý.
- Alfa Delphini, též Sualocin, je soustava sedmi hvězd - modrobílé složky hlavní posloupnosti A a G jsou vzájemně propojeny fyzicky, zatímco B, C, D, E a F se nachází pouze jejich v bezprostřední blízkosti a nijak fyzicky spolu spojeny nejsou. Sualocin dále tvoří s 81″ vzdáleným průvodcem optickou dvojhvězdu. Nacházejí se 291 světelných let od nás. Jasnost je 3,8m. Sualocin a G patří ke spektrálním typům A resp. B9V.
- Delta Delphini 1,2 – bílá dvojhvězda s jasností 3,8m. Obě složky není možné bez dalekohledu rozeznat. Hlavní hvězda je obr spektrální třídy A7IIIp, bohatý na kov, souputník je podobr třídy F0. Od nás jsou asi 207 světelných let daleko. Je to hvězda typu Delta Scuti.
- Epsilon Delphini nebo Deneb Dulfim (neplést s hvězdou Deneb v souhvězdí Labutě), jejíž název znamená, nomen omen, v arabštině „ocas delfína“. Jedná se o modrobílého obra patřící do spektrální třídy B6III. Má zdánlivou velikost 4,03m a je 358 světelných let daleko. Jedná se o mírně proměnnou hvězdu, jas občas spadne až na 3,95m. Název pochází z arabského ðanab ad-dulfīn, tedy „ocas delfína“. Do latiny byl název přeložen jako Cauda Delphini.
- Gamma Delphini, na místě nosu Delfína, je čtvrtá nejjasnější, navíc pěkná fyzická dvojhvězda. Samostatně lze vidět jednotlivé složky každým dalekohledem o průměru objektivu alespoň 5 cm, mírně se odlišují jasem (4,27m a 5,14m) a barvou (žlutá a zlatožlutá). Na obloze jsou od sebe vzdálené zhruba 9″, od Země je jejich vzdálenost 102 světelných let. Primární složka je trpaslík spektrálního typu F7V, druhá oranžový podobr K1IV.
- Theta Delphini je oblast bohatá na hvězdy. Kandidát na planetu byl objeven v oběžné dráze sekundární složky v roce 1999, ale čeká na potvrzení.
- Struve 2725 je dvojhvězda, jejíž obě složky jsou žlutooranžové, zdánlivé velikosti 7,5m a 8,2m, vzdáleny od sebe 5,7″. Leží ve stejném zorném poli jako Gamma Delphini.
- R Delphini – mirida s periodou 285,07 dne, zdánlivá jasnost se mění v rozsahu 7,6m až 13,8m.
- U Delphini – červená polopravidelná dlouhoperiodická proměnná hvězda, asi 2° severně od Gamma Del. Svou zdánlivou jasnost mění rozsahu 6m až 8m v průběhu zhruba 110 dní.
- EU Delphini – také červená polopravidelná proměnná hvězda s periodou cca 60 dní (typ R CrB)
- V blízkosti posledních dvou se nachází hvězda HR Delphini s názvem Nova Delphini, která v roce 1967 vzplanula natolik, že ji bylo možno vidět pouhým okem.
- Hvězda Ró Aql (někde zvaná Tso Ke) je bílý trpaslík spektrálního typu A2V vzdálený asi 150 světelných let od Země. Stáří hvězdy je asi 50 až 120 milionů let. V roce 1992 překročil hranici souhvězdí Orla a od té doby patří Delfínu. Vlastní pohyb mu umožňuje pohybovat se rychlostí průměru disku Měsíce za něco přes tisíc let. Zdánlivá velikost je 4,94m. Název Tso Ke znamená v mandarínštině „levá vlajka“. V Číně odkazuje na asterismus tvořený Ró Aquillae a několika hvězdami v souhvězdí Šípu, přičemž samotná hvězda je známa jako Devátá hvězda Levé vlajky.[4]

### Zajímavé objekty
Ačkoli je Delfín malé souhvězdí, lze v něm najít několik zajímavých objektů:
- pozoruhodná kulová hvězdokupa NGC 6934 - malá, matná, až 20cm dalekohledem je možné rozlišit jednotlivé hvězdy. Nachází se více než dva stupně jižně od epsilon Del. Od Země je vzdálená 42 000 světelných let, jasnost je 8,9m. Byla objevena 24. září 1785.
- kulová hvězdokupa NGC 7006 je jednou z nejvíce vzdálených hvězdokup Mléčné dráhy. Nachází se ve vzdálenosti přibližně 137 000 světelných let od Země, pětinásobku vzdálenosti Slunce od středu Galaxie. Sídlí v galaktickém halu, oblasti zhruba kulového tvaru tvořené temnou hmotou, plynem a rozptýlenými hvězdokupami. Aby se jevila jako malá matná skvrna, je potřeba alespoň 15centimetrový dalekohled. Jasnost je 10,6m. Nachází se asi patnáct úhlových minut na východ od Gama Delphini.
- NGC 6891 je malá světlá planetární mlhovina s modrým odstínem, sotva postřehnutelná v 10centimetrovém dalekohledu, ale dobře viditelná ve 20centimetrovém. Jasnost je 10,5m. Leží poblíž hvězdy Ró Aquillae.
- Malý klenot, NGC 6905, též známý jako Modrý záblesk, je malá planetární mlhovina, která se jeví ve 20palcovém dalekohledu jako oválná světle modrá oblast se zubatými okraji. Objevil ji roku 1784 William Herschel. Zdánlivá velikost je 12m.
- a řada velmi slabých galaxií.

## Zajímavosti
Dne 14. srpna 2013 amatérský japonský astronom Koichi Itagaki zaregistroval neznámou hvězdu v souhvězdí o jasu 6,8m. Spektroskopická pozorování ukázala, že máme co do činění s klasickou hvězdou v počáteční fázi výbuchu. Hvězda o dva dny později dosáhla maximálního jasu 4,4m. Tímto se zapsala na seznam 30 nejjasnějších nov v historii moderní astronomie. Obvykle je nazývána jako Nova Delphinus 2013, V339 Del, což značí, že je 339. proměnnou hvězdou pozorovanou v souhvězdí Delfína. Oficiální název je PNV J20233073 + 2046041.
Arabové říkali Delfínu Al Ka' vd – kráčející velbloud.

## Galerie

souhvězdí Delfín
zjevující se Delfín (vypadá jako papírový drak)
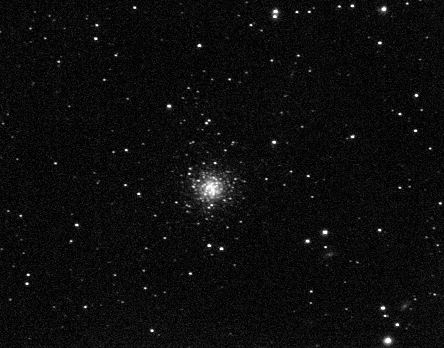
hvězdokupa NGC 7006
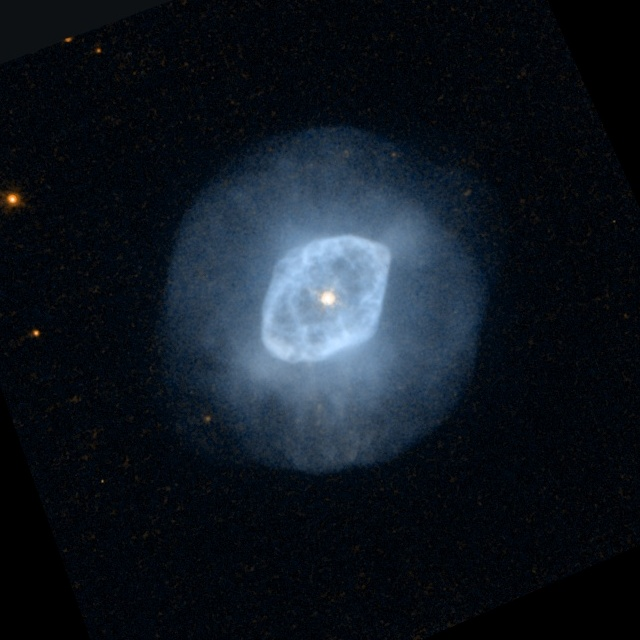
planetární mlhovina NGC 6891